# Olympische Jugend-Sommerspiele 2014/Teilnehmer (Großbritannien)
| Gelbes Symbol für Goldmedaillen mit stilisierten Olympischen Ringen | Graues Symbol für Silbermedaillen mit stilisierten Olympischen Ringen | Braundes Symbol für Bronzemedaillen mit stilisierten Olympischen Ringen |
| ------------------------------------------------------------------- | --------------------------------------------------------------------- | ----------------------------------------------------------------------- |
| 5                                                                   | 5                                                                     | 10                                                                      |

Die Jugend-Olympiamannschaft aus Großbritannien für die II. Olympischen Jugend-Sommerspiele vom 16. bis 28. August 2014 in Nanjing (Volksrepublik China) bestand aus 33 Athleten.

## Athleten nach Sportarten

### Bogenschießen
| Mädchen - Bryony Pitman | Jungen - Bradley Denny |

### Boxen
Jungen
- Muhammad Ali
Bronze  Klasse bis 52 kg
- Peter McGrail
Bronze  Klasse bis 56 kg
- Viddal Riley

### Golf
| Mädchen - Annabel Dimmock | Jungen - Robert MacIntyre |

### Judo
| Mädchen - Lulu Piovesana | Jungen - Peter Miles Bronze Mannschaft |

### Kanu
| Mädchen - Victoria Murray | Jungen - Paul Sunderland |

### Moderner Fünfkampf
| Mädchen - Francesca Summers Silber Einzel | Jungen - Henry Choong |

### Reiten
- Jake Saywell
Springen Mannschaft

### Rudern
| Mädchen - Anna Thornton | Jungen - Chris Lawrie |

### Schwimmen
| Mädchen - Silber 4 × 100 m Lagen - Charlotte Atkinson - Georgina Evans - Jessica Fullalove Silber 50 m Rücken Silber 100 m Rücken - Amelia Maughan | Jungen - Gold 4 × 100 m Freistil - Luke Greenbank Bronze 200 m Rücken - Miles Munro - Duncan Scott - Martyn Walton |

### Segeln
Mädchen
- Hanna Brant

### Taekwondo
| Mädchen - Abigail Stones Bronze Klasse bis 44 kg | Jungen - Christian McNeish Bronze Klasse bis 63 kg |

### Trampolinturnen
| Mädchen - Zainub Akbar | Jungen - Zachary Sheridan |

### Triathlon
| Mädchen - Sian Rainsley Silber Staffel Mixed | Jungen - Ben Dijkstra Gold Einzel Gold Staffel Mixed |

### Turnen
| Mädchen - Ellie Downie Silber Pferd Bronze Einzelmehrkampf Bronze Schwebebalken Bronze Boden | Jungen - Giarnni Regini-Moran Gold Einzelmehrkampf Gold Boden Gold Pferd Bronze Reck Bronze Barren |